# Fernando de Noronha (eiland)
Fernando de Noronha is een Braziliaans eiland. Het eiland ligt ten noordoosten van Natal in de Atlantische Oceaan. Het is 17 km² groot en behoort samen met twintig andere eilanden tot de gelijknamige archipel. Naar oppervlakte gemeten is het het grootste eiland van het archipel. Het eiland heeft een tropisch klimaat en langs de kust komt mangrovevegetatie voor. De kust ervan bestaat uit zestien zandstranden en het zeegebied Nationaal Marien Park Fernando de Noronha. Tot de voornaamste economische activiteit behoort het toerisme. Fernando de Noronha beschikt over een eigen vliegveld genaamd luchthaven Fernando de Noronha en door een deel van het eiland loopt de rijweg BR-363.